# Hilda Bernstein
Hilda Bernstein, född Hilda Schwarz, i London 15 maj 1915, död 8 september 2006 var en sydafrikansk författare. Hon utvandrade till Sydafrika 1933. Hon gick med i Sydafrikanska kommunistpartiet och satt som deras representant i Johannesburgs stadsfullmäktige i tre år. När hon engagerade sig för de svarta gruvarbetarnas strejk arresterades hon 1946. Under undantagstillståndet 1960 internerades hon. 1964 gick hon i landsflykt men fortsatte att arbeta för ANC.
Hon var från 1941 gift med Lionel Bernstein.

## Verk översatta till svenska
- För deras segrar och deras tårar: kvinnornas situation och motstånd under apartheid i Sydafrika, 1978 (For their triumphs and their tears 1975)
- ääDöden kan inte hindra oss: en politisk thriller från Sydafrika, 1987 (Death is part of the process 1983)